# Серро-Байо
Серро-Байо (исп. Complejo Cerro Bayo) — вулкан на границе Чили (область Атакама) и Аргентины (провинция Катамарка). Находится к востоку от солончака Салар-де-Гобреа.
Серро-Байо является комплексным вулканом, высотой 5401 метра. Образовался в современный период. Имеет 2 кратера. Более старый кратер плохо сохранился и имеет диаметр 800 м, более ранний достигает 400 метров. Потоки лавы от эпицентра извержения направлены на север и северо-восток на расстояние 4 км. Застывшие вязкие потоки лавы состоят из дацитов.